# FK Lviv
Futbolnij Klub Lviv er en professionel ukrainsk fodboldklub fra Lviv. Klubben har hjemmebane på Arena Lviv stadion (kapacitet 39.915).

## Historiske slutplaceringer
| Sæson   | Niveau | Liga         | Placering | Kilde |
| ------- | ------ | ------------ | --------- | ----- |
| 2018-19 | 1.     | Premier Liga | 6.        | [ 1 ] |
| 2019-20 | 1.     | Premier Liga | 11.       | [ 2 ] |
| 2020-21 | 1.     | Premier Liga | 8.        | [ 3 ] |
| 2021-22 | 1.     | Premier Liga | K'.'      | [ 4 ] |

## Klubfarver
| LVIV | LVIV |

## Nuværende trup
Pr. 15. april 2019.
| Nr. | Land      | Position | Spiller              |
| --- | --------- | -------- | -------------------- |
| 3   | Ukraine   | FO       | Volodymyr Adamyuk    |
| 4   | Brasilien | MI       | Cadina               |
| 5   | Ukraine   | FO       | Vladyslav Pryimak    |
| 6   | Brasilien | MI       | Pedro Vitor          |
| 7   | Brasilien | AN       | Kauê (fra Palmeiras) |
| 9   | Brasilien | AN       | Bruno Duarte         |
| 10  | Brasilien | MI       | Lipe                 |
| 11  | Brasilien | AN       | Pernambuco           |
| 13  | Ukraine   | FO       | Oleksandr Nasonov    |
| 16  | Brasilien | AN       | Álvaro               |
| 17  | Ukraine   | MI       | Vadym Yanchak        |
| 19  | Brasilien | MI       | Augusto              |

| Nr. | Land      | Position | Spiller           |
| --- | --------- | -------- | ----------------- |
| 23  | Ukraine   | MM       | Bohdan Sarnavskyi |
| 30  | Brasilien | MI       | Jonatan           |
| 31  | Ukraine   | MM       | Oleksandr Bandura |
| 32  | Brasilien | FO       | Vicente           |
| 33  | Ukraine   | FO       | Serhiy Borzenko   |
| 44  | Ukraine   | FO       | Dmytro Fatyeyev   |
| 67  | Ukraine   | FO       | Vadym Paramonov   |
| 74  | Brasilien | FO       | Marthã            |
| 77  | Ukraine   | FO       | Serhiy Voronin    |
| 96  | Brasilien | MI       | Sabino            |
| 97  | Brasilien | AN       | China             |
| 98  | Ukraine   | MI       | Vitaliy Mykytyn   |